# Feliz Navidad — Con 14 éxitos navideños
Feliz Navidad — Con 14 éxitos navideños é um álbum de compilação lançado pela boy band porto-riquenha Menudo em 1983, sob o selo da gravadora Profono Internacional. A lista de faixas reúne catorze canções, lançadas previamente em dois álbuns de estúdio do grupo dedicados à música natalina, ¡Felicidades!, de 1979, e  Es Navidad, de 1980, ambos lançamentos da gravadora Padosa. O LP inclui um cartão de Natal colorido em formato 12" x 12", impresso em quatro cores, com  uma mensagem de feliz natal do quinteto.
Os álbuns citados anteriormente, foram lançados por duas formações diferentes do grupo. Enquanto ¡Felicidades! é um trabalho realizado pelos integrantes Fernando Sallaberry, René Farrait, e os irmãos Meléndez — Carlos, Óscar e Ricky —, Es Navidad é um projeto com a participação de Oscar e Ricky Meléndez, René Farrait, Johnny Lozada e Xavier Serbiá. Apesar disso, a capa traz novos componentes, todos eles vestidos de Papai Noel, a saber: Ricky Meléndez, Johnny Lozada, Xavier Serbiá, Miguel Cancel, e Charlie Massó.
Em relação à sua produção, o coro das canções presentes é reforçado com as vozes de coristas profissionais, como a professora de canto do quinteto, Marilyn Pagán. Os dois álbuns de onde advém as faixas, foram sucessos comerciais. Es Navidad vendeu mais de 143 mil cópias na Venezuela até outubro de 1984, ao passo que a versão digital e remasterizada de ¡Felicidades! atingiu a 70ª posição na parada iTunes charts do México.

## Desempenho comercial
O álbum obteve boa repercussão nos Estados Unidos, aparecendo na parada musical da revista Billboard dedicada a álbuns latinos. No mesmo ano do lançamento, aproveitando a repercussão da saída do integrante Miguel e a popularidade crescente do Menudo, a gravadora lançou outros três álbuns do grupo. Os quatro álbuns juntos, alcançaram um marco impressionante, vendendo 750.000 cópias em apenas três dias.

## Lista de faixas
- Créditos adaptados do LP Feliz navidad — con 14 éxitos navideños, de 1983.[4]

| Feliz navidad — con 14 éxitos navideños |                         |                      |                                       |         |  |
| N.º                                     | Título                  | Compositor(es)       | Cantor(es)                            | Duração |  |
| 1.                                      | "La gallina"            | H. de Jesus          | René Farrait                          | 4:07    |  |
| 2.                                      | "Traigo una parranda"   | H. de Jesus          | Xavier Serbiá                         | 2:51    |  |
| 3.                                      | "Noche de paz"          | Gruber, Mohr         | René Farrait                          | 2:33    |  |
| 4.                                      | "Las nubes"             |                      | Johnny Lozada                         | 2:44    |  |
| 5.                                      | "Las navidades"         | H. de Jesus          | Ricky Meléndez                        | 3:02    |  |
| 6.                                      | "Ensillando mi caballo" |                      | Carlos Meléndez e Fernando Sallaberry | 2:33    |  |
| 7.                                      | "Chiji navideño"        | H. de Jesus          | Todos os membros do grupo             | 2:50    |  |
| 8.                                      | "Mi parranda"           | H. de Jesus          | Óscar Meléndez                        | 2:50    |  |
| 9.                                      | "El tamborilero"        | Adaptada por E. Diaz | Johnny Lozada                         | 3:11    |  |
| 10.                                     | "Eso es lo mío"         | H. de Jesus          | Óscar Meléndez e René Farrait         | 3:13    |  |
| 11.                                     | "Ñaqui quiñaqui"        | H. de Jesus          | Todos os membros do grupo             | 3:21    |  |
| 12.                                     | "Voy tambien"           | C. Alonso            | Johnny Lozada                         | 2:32    |  |
| 13.                                     | "Año nuevo y Reyes"     | J. de D. Guzman      | Johnny Lozada                         | 1:59    |  |
| 14.                                     | "Plena borinqueña"      |                      | Fernando Sallaberry                   | 2:50    |  |

## Tabelas

### Tabelas semanais
| Tabela musical (1983-1984)                                | Melhor posição |
| --------------------------------------------------------- | -------------- |
| Estados Unidos (Billboard Top Latin Albums - Califórnia)  | 10             |
| Estados Unidos (Billboard Top Latin Albums - Flórida)     | 14             |
| Estados Unidos (Billboard Top Latin Albums - Nova Iorque) | 6              |
| Estados Unidos (Billboard Top Latin Albums - Texas)       | 2              |